# Черкаська загальноосвітня школа № 32
Черкаська загальноосвітня школа І-ІІІ ступенів № 32 — загальноосвітній навчальний заклад у місті Черкаси.

## Історія
В 1985 році виконавчий комітет Черкаської міської ради приймає рішення побудувати в новому Південно-Західному районі міста загальноосвітню школу на 1176 місць. В 1986 розпочалися роботи, а вже 30 червня 1987 державна комісія прийняла об'єкт на «відмінно».
Протягом літнього періоду 1987 вдалося сформувати педагогічний та учнівський колективи. До навчання приступило 1935 учнів. Перший навчальний 1987/1988 рік розпочався своєчасно в свіжопофарбованому приміщенні. Заняття проводилися в дві навчальні зміни.
В 1989 році відбувся перший випуск загальноосвітньої середньої школи № 32.
В 1990, завдяки сприянню шефів, зокрема Генерального директора НВО «Ротор» А. І. Чабанова, вдалося добудувати корпус початкової школи на 600 учнівських місць. На той час в 74 класах навчалося 2350 учнів.
Того ж року вперше учні школи стали призерами міських предметних олімпіад. З року в рік ця традиція продовжується. Щорічно більше 30 учнів стають призерами предметних олімпіад різного рівня, конкурсів, змагань.
В школі працює 5 шкільних музеїв, перший із яких був відкритий у 1991 році — музей народознавства.
У 1992 році — обладнано комп'ютерний кабінет.
У 2017 році — було обновлено комп'ютерний кабінет.
У 2016—2017 році — побудівництво новий футбольний майданчик.
У 2021—2022 році — будується нова бігова доріжка.
Також у школі наявні профільні класи з поглибленим вивченням математики, інформатики, української мови та літератури.

## Директори
- 1987—2010 — Король Юрій Петрович
- з 2010 — Овчаренко Ірина Юріївна

## Адміністрація
- Заступник директора з НВР: Яхненко Ольга Вікторівна
- Заступник директора з НВР: Жила Ірина Анатоліївна
- Заступник директора з НВР: Антонова Світалана В'ячеславівна
- Заступник директора з ВР: Таран Ірина Іванівна

## Випускники
- Мірошниченко Костянтин Валентинович (1992—2024) — громадський активіст та військовослужбовець Збройних сил України.